# Batalla de Fort Bull
La Batalla de Fort Bull fue un ataque francés al fuerte británico Fort Bull. Tuvo lugar el 27 de marzo de 1756, en el contexto de la guerra franco-india.
El teniente Gaspard Joseph Chaussegros de Lery lideró un conjunto de hombres de la marina francesa, milicianos canadienses y aliados indios en un ataque contra Fort Bull el 27 de marzo. Escudados en los árboles se acercaron durante cien metros hacia el fuerte. De repente, en contra de las órdenes, los indios dieron un grito de guerra y llevaron a de Lery a atacar el fuerte antes de tiempo. Clavaron sus mosquetes por las rendijas del fuerte y dispararon a los sorprendidos defensores. Lery ofreció varias veces la rendición a los ingleses hasta que al final la puerta se rompió y los franceses y los indios entraron y mataron a todos los que vieron. Los franceses saquearon lo que pudieron y prendieron fuego al fuerte.
Un ojeador avisó de que se acercaba un grupo de apoyo desde Fort William y los franceses se retiraron con algunos prisioneros. William Johnson llegó demasiado tarde y no pudo más que reportar la destrucción del fuerte.
El fuerte fue reconstruido en 1756 y destruido por los ingleses ese mismo año cuando recibieron noticias de que un grupo francés se acercaba.